# Monte Hagen
Il Monte Hagen è il secondo vulcano per altezza in Papua Nuova Guinea e in tutto il continente australiano, preceduto solo dal monte Giluwe che si trova a circa 35 km (22 mi) più e sud-ovest.

## Geografia
Questo vulcano si trova al confine tra le regioni di Western Highlands e Henga Provinces, e a circa 24 km (15 mi) a nord-ovest della città di Mount Hagen, a cui venne dato lo stesso nome.

## Descrizione
Il monte Hagen è un antico stratovulcano, che ha subito importanti processi erosivi durante le ultime glaciazioni del Pleistocene. La massima estensione dei ghiacciai sul monte Hagen raggiunge solo la metà della grandezza dei ghiacciai del più alto monte Giluwe, coprendo una superficie di 50 km² (22 mi²) per un'altezza complessiva di 3400 m (11,000 ft).